# 야마이노소시

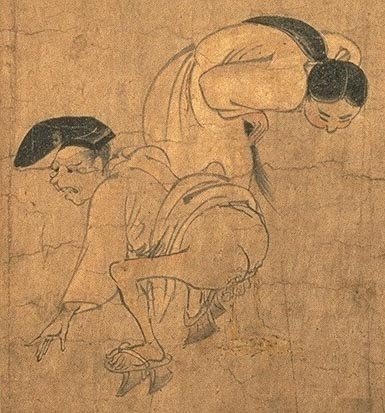
야마이소시 중 '엉덩이에 구멍이 많은 남자'(尻に穴多き男)(일본 국보)

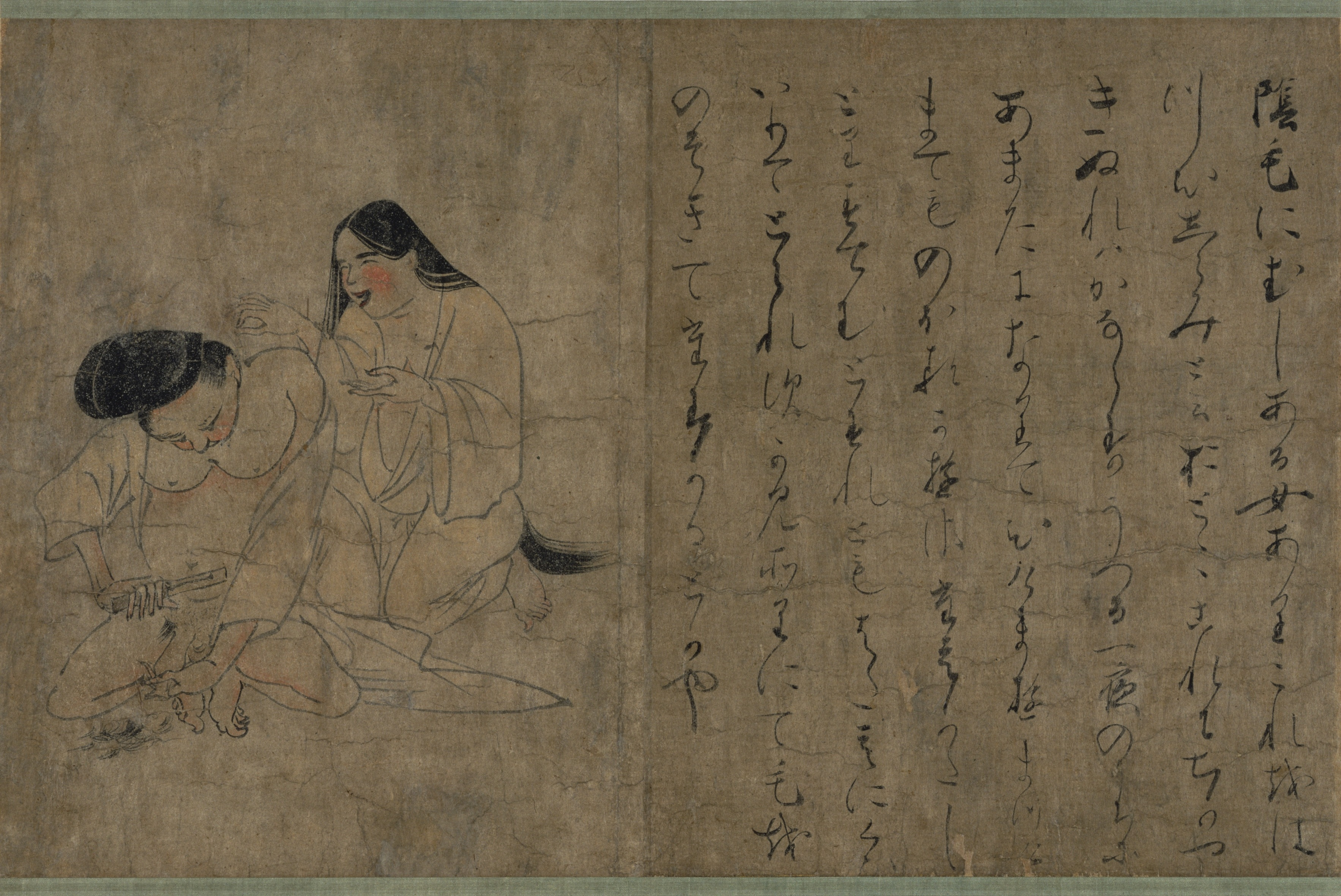
사면발니가 옮은 남자(陰虱をうつされた男)(일본 국보)

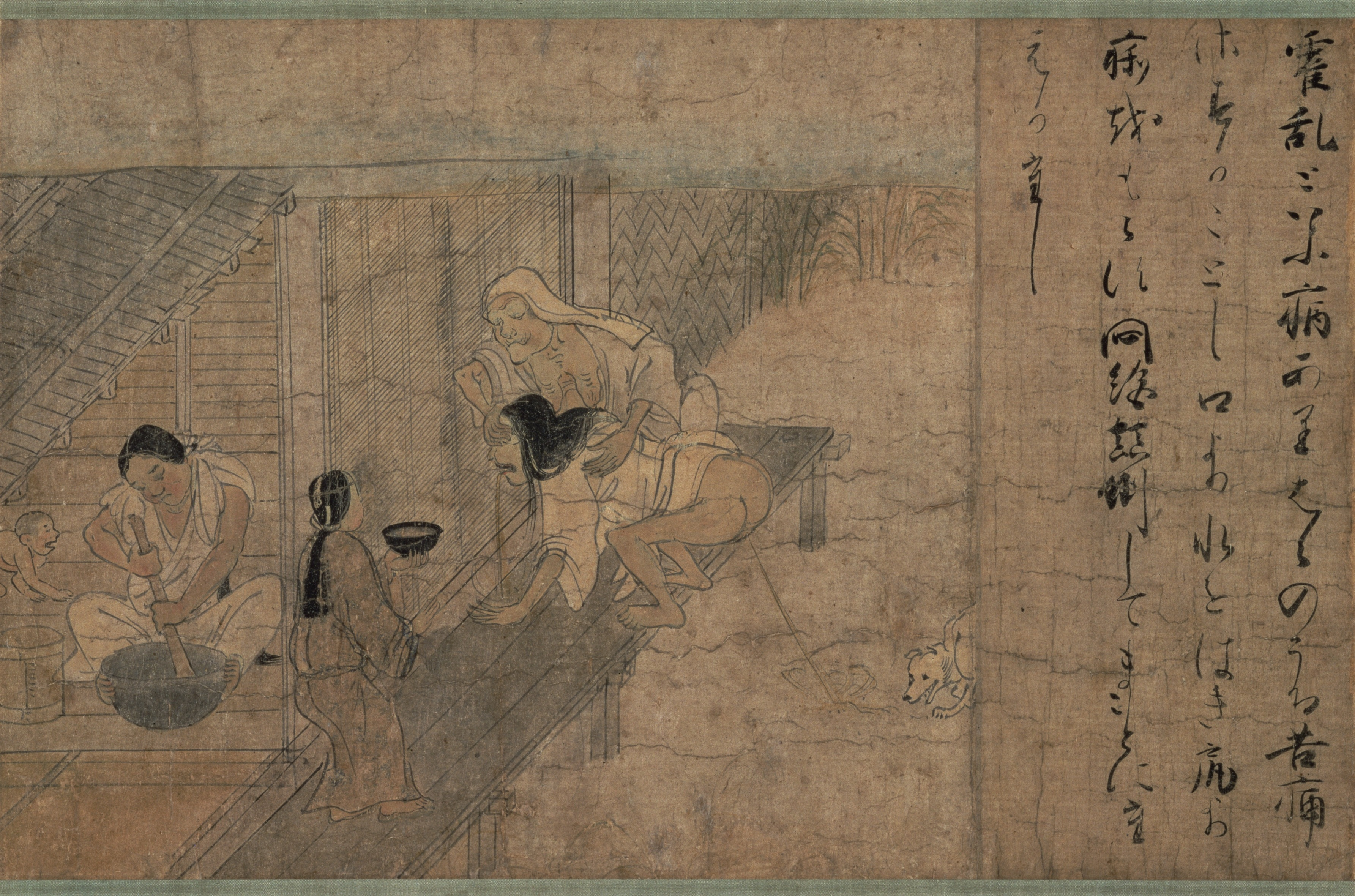
곽란의 여자(霍乱の女)(일본 국보)

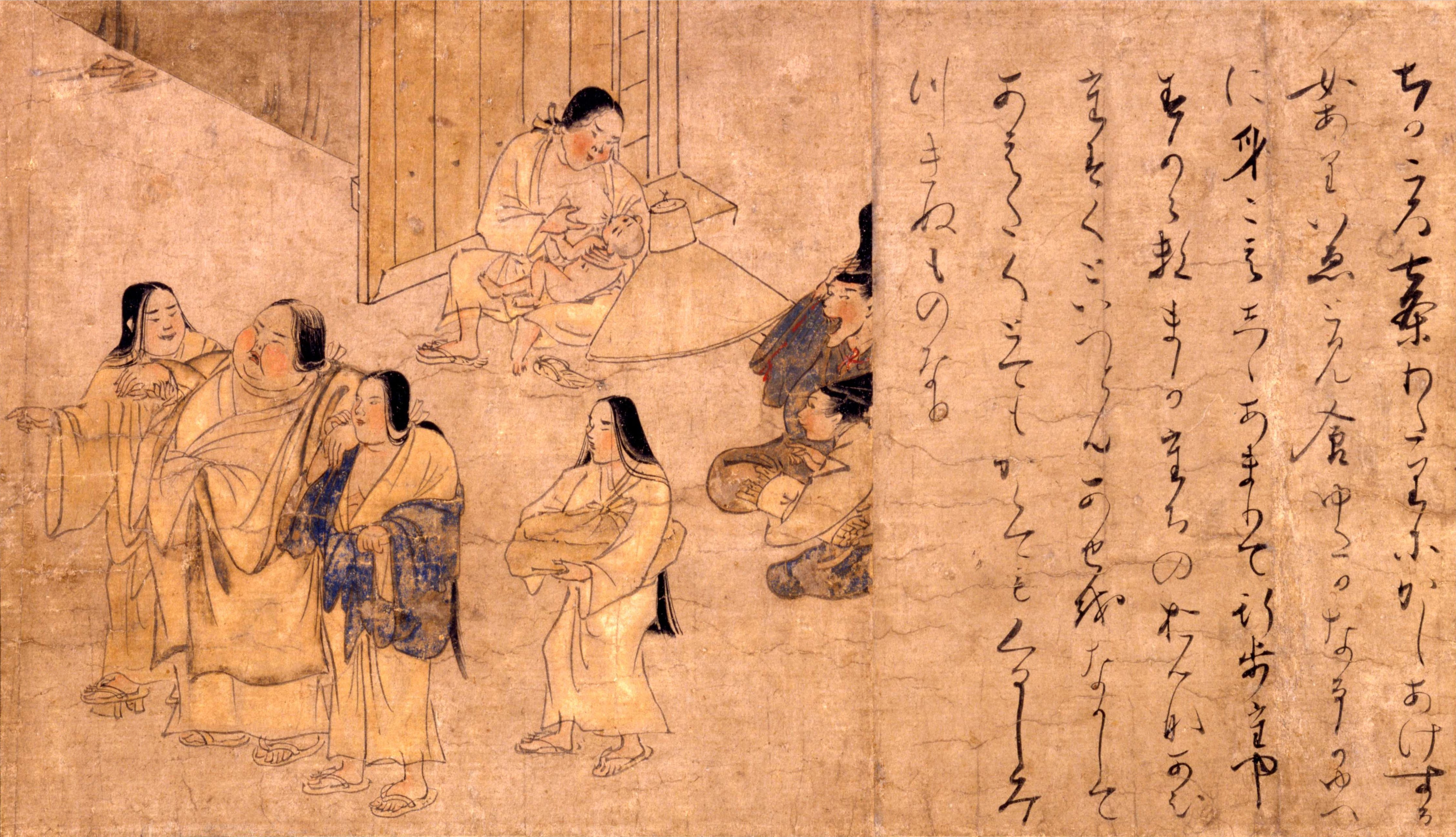
비만의 여자(肥満の女)(일본 중요문화재)

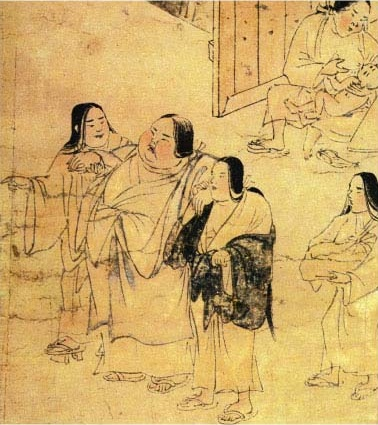
위와 같음(일부분)

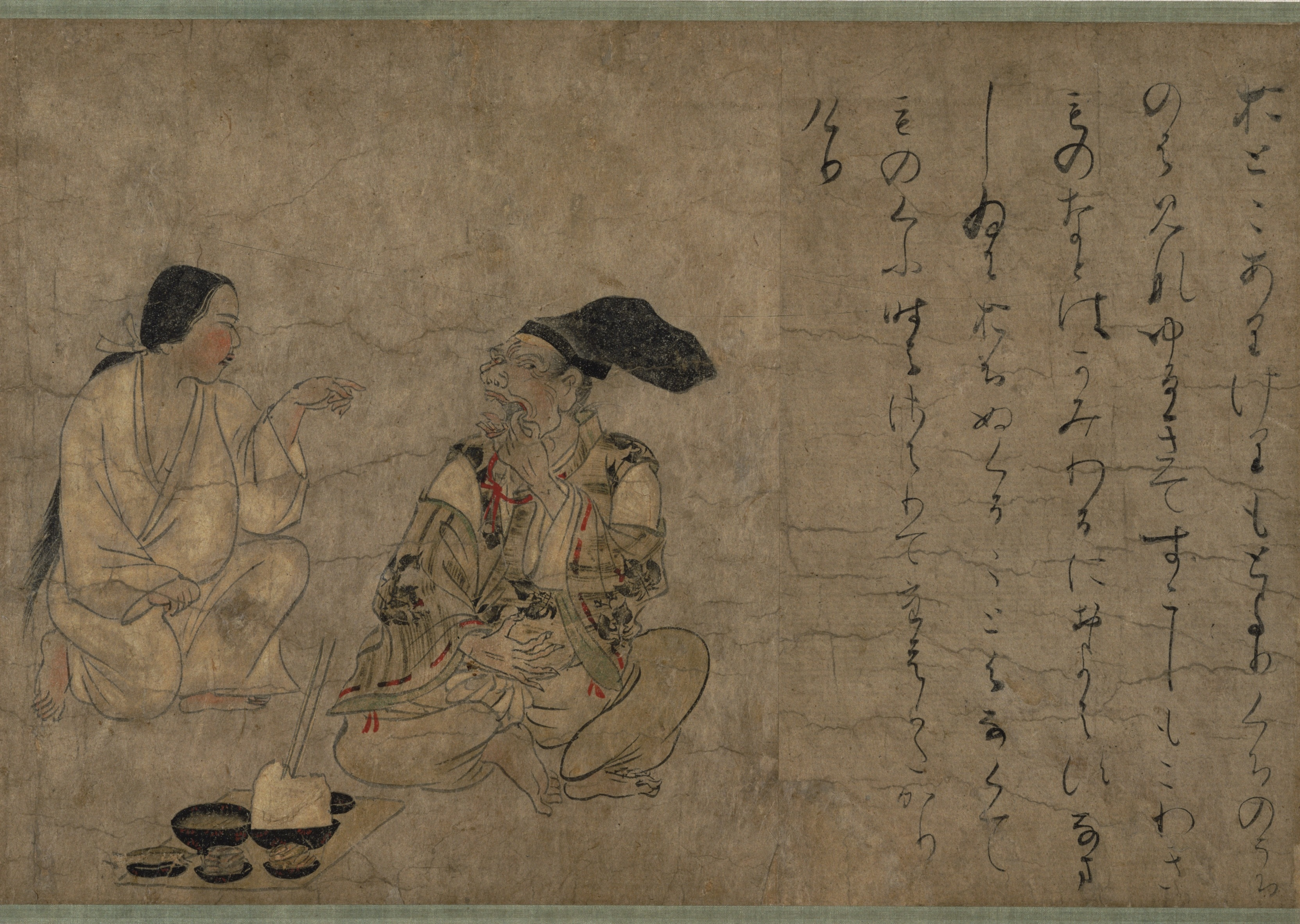
이가 흔들리는 남자(歯の揺らぐ男)(일본 국보)

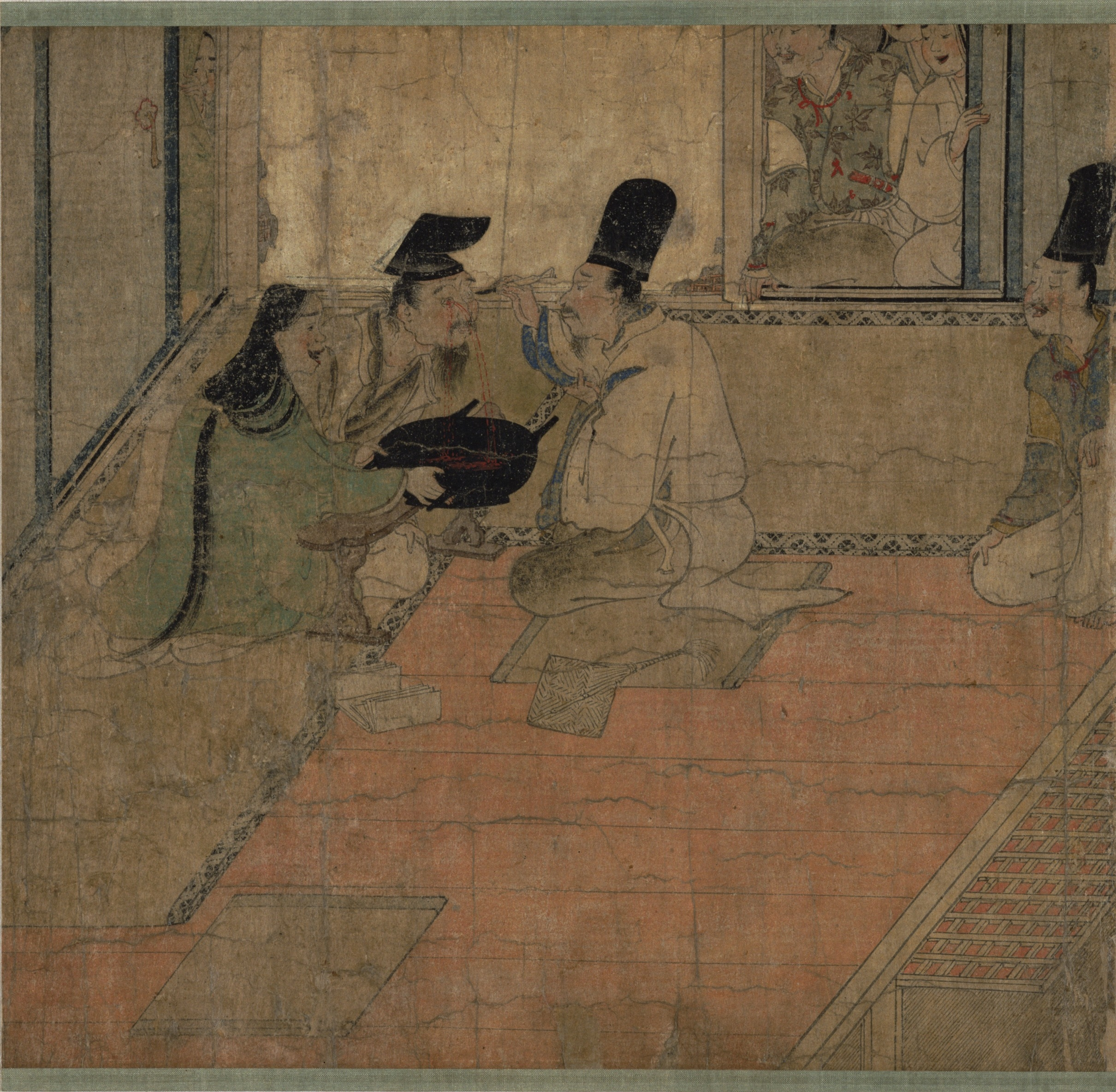
눈병의 남자(眼病の男)(일본 국보)

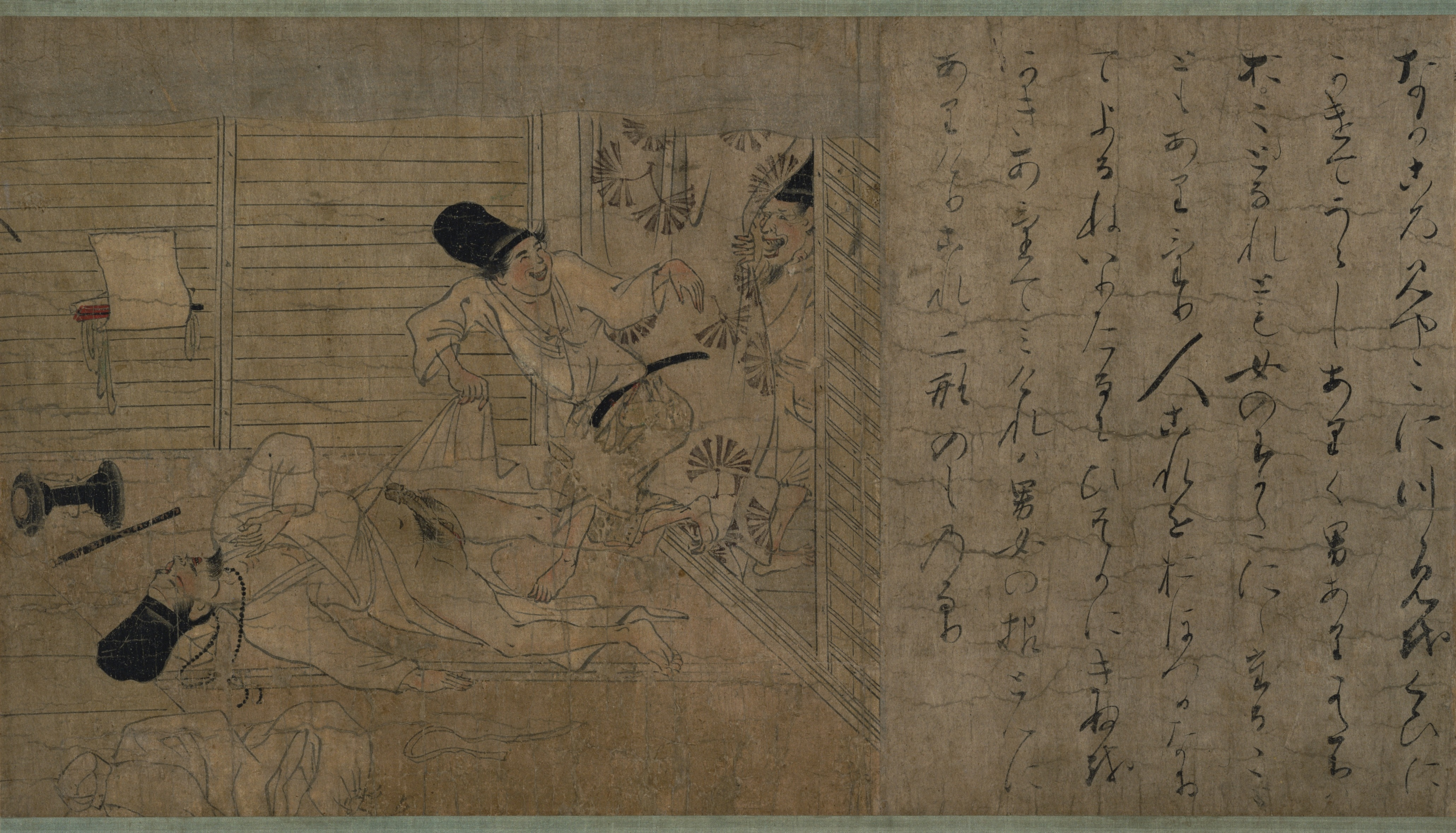
간성의 남자(二形の男)(일본 국보)

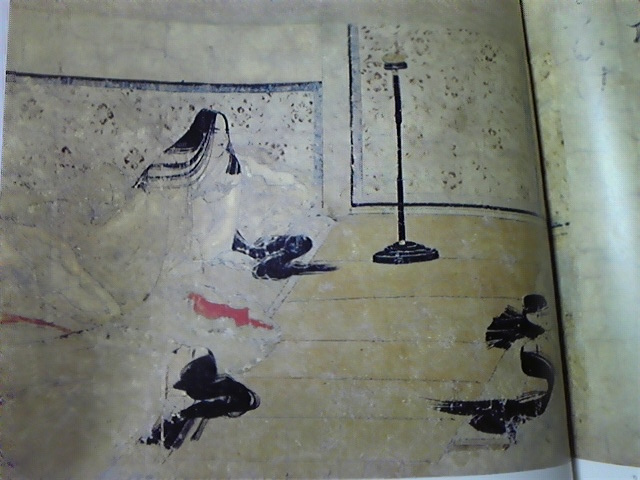
불면증의 여자(不眠の女)(일본 중요문화재)

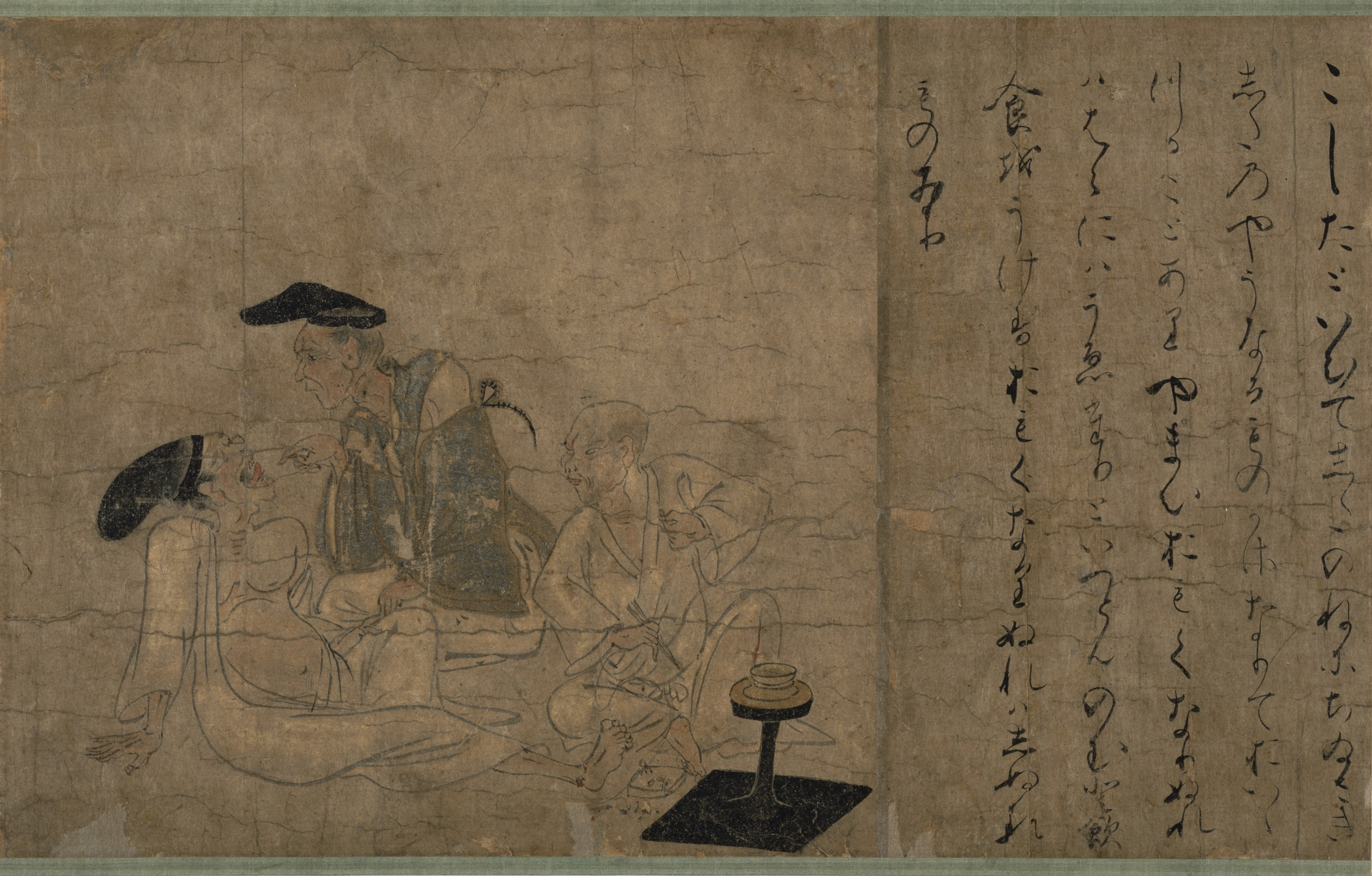
작은 혀가 있는 남자(小舌のある男)(일본 국보)

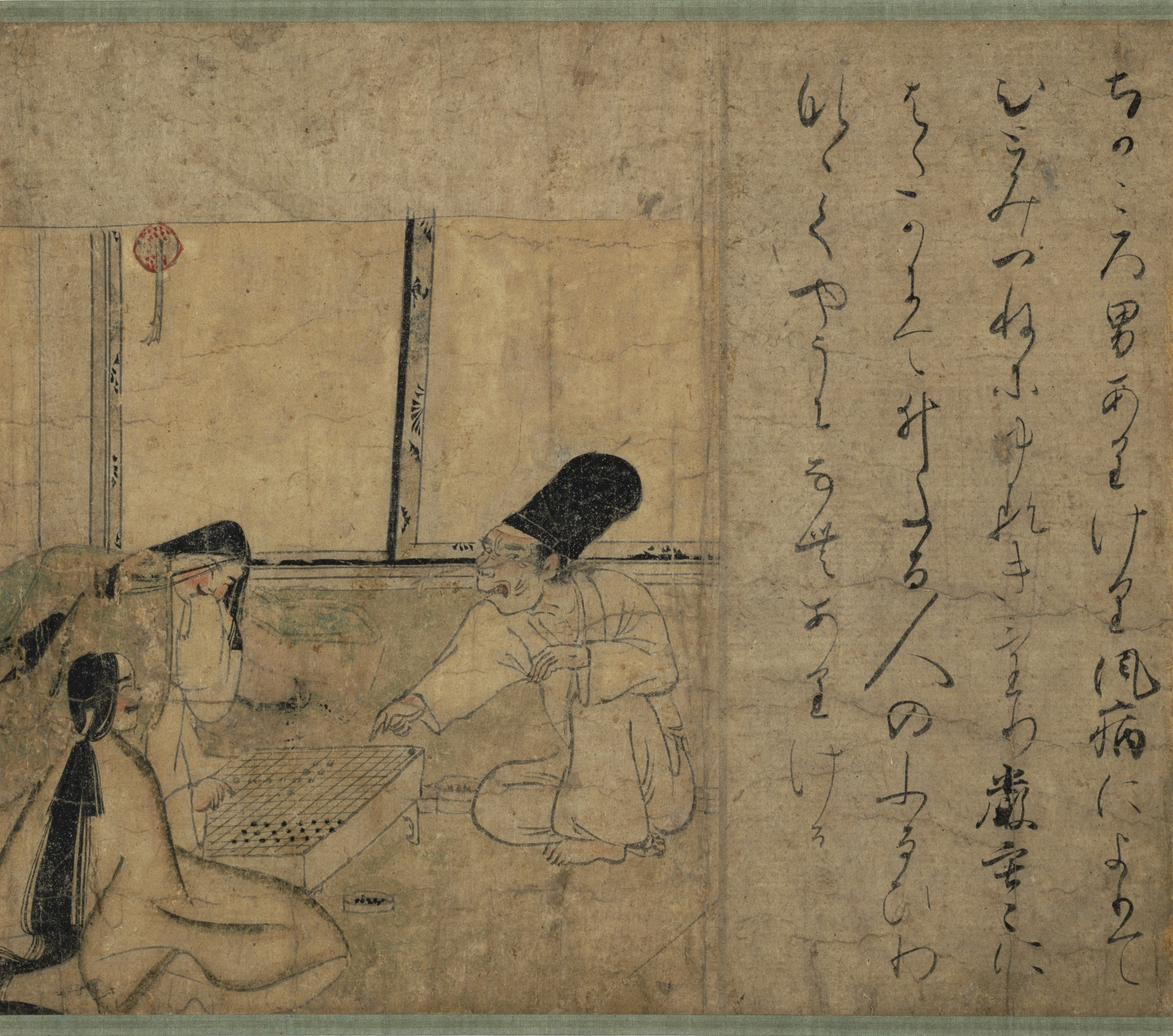
풍병의 남자(風病の男)(일본 국보)

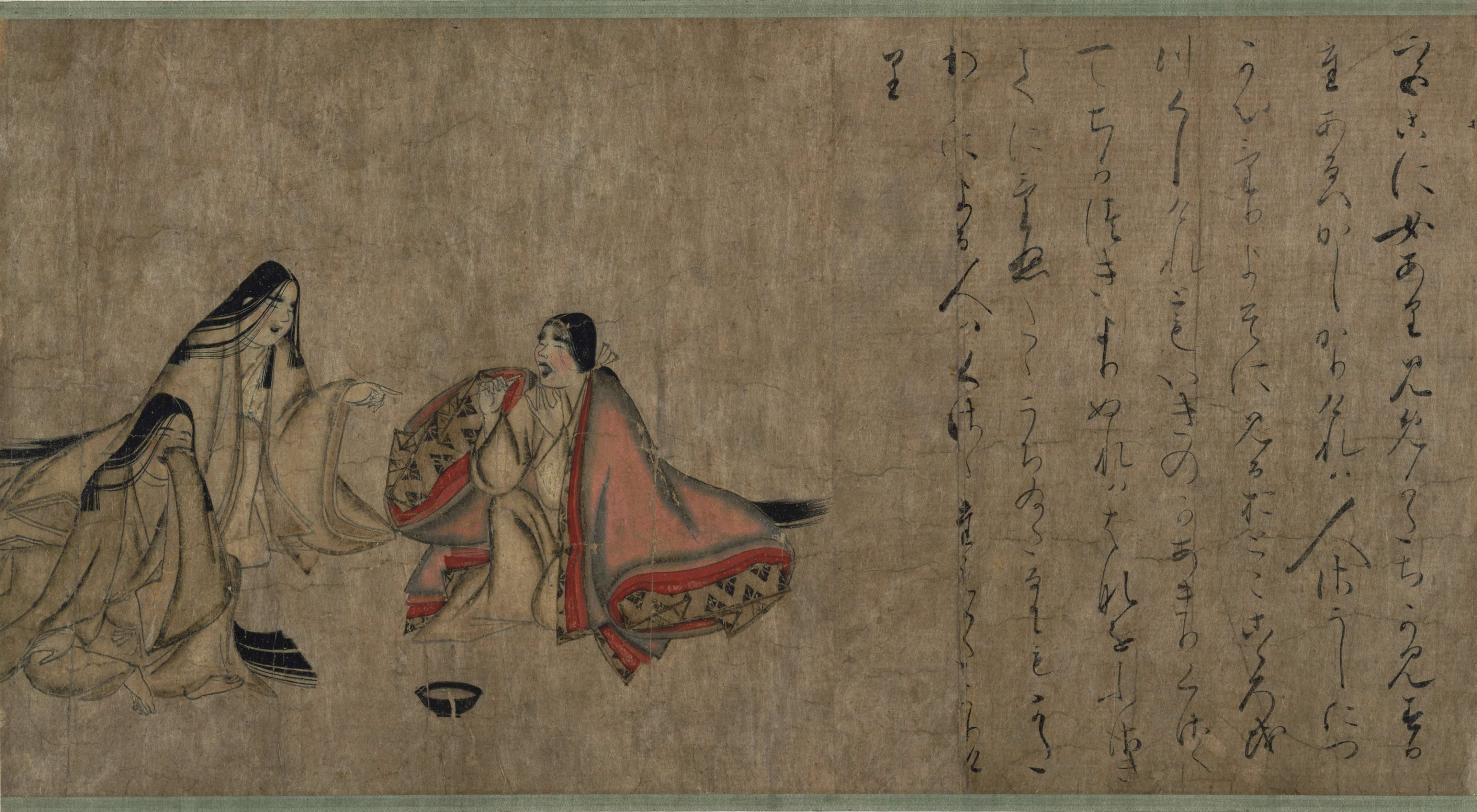
입 냄새의 여자(口臭の女)(일본 국보)

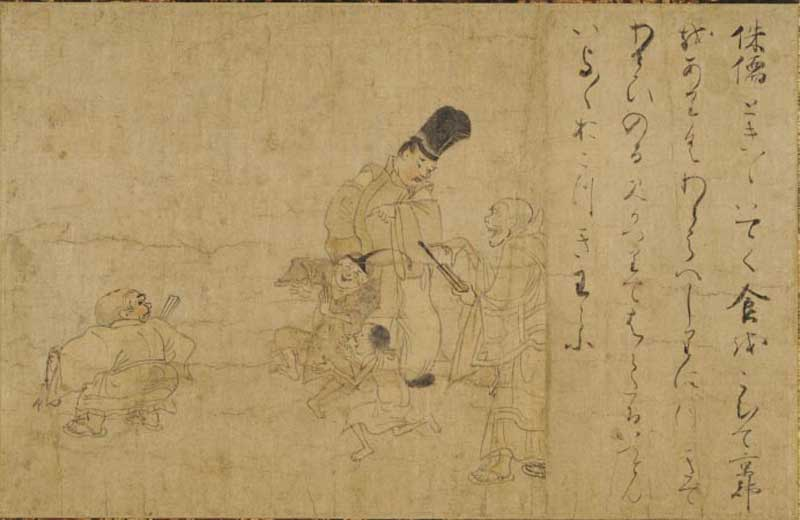
주유(侏儒)(일본 중요문화재)

야마이노소시(일본어: 病草紙)는 일본의 헤이안 시대 말기부터 가마쿠라 시대 초기 즈음에 그려진 에마키모노이다. 그림, 글 모두 작가는 미상이다. 당초는 두루마리였으나 현재는 장면마다 분리돼있다. 간단한 설화 풍사서에 하나의 그림을 추가해 구성된 당시의 여러 기병이나 치료법 등 풍속을 모은 것이다. 한 권의 두루마리였던 16단과 이와는 별개로 전래한 단간 5단의 합계 21단분이 남았고, 현재는 각 단마다로 분리돼 일본의 국보 9단 등 각지에 나눠서 소장돼있다. 이 외에 다른 계통의 모본도 전해진다.

## 전래
이 에마키모노는 현대는 각 장면마다 분리돼있으나, 본래는 두루마리로, 에도 시대 후기에는 오와리의 가인으로 모토오리 노리나가의 제자인 오다테 다카카도(大館高門, 1766-1839)라는 인물이 소장하고 있었다. 두루마리에는 도사파(土佐派)의 야마토에사인 도사 미쓰사다(土佐光貞)에 따른 간세이 8년(1796년)의 감정서가 추가돼있었다. 이에 따르면 이 에마키모노는 당시 '폐질화'(廃疾画)라고 불렸고, 총 16도가 있었으나 이 중 1도('백색증자'(白子))를 오다테 다카카도로부터 도사 미쓰사다에게 양도됐다고 전해진다. 미쓰사다는 대신 '백색증자' 그림의 모사와 자신에게 있던 다른 1도를 다카카도에게 증정했다. '백색증자' 그림의 모사는 에마키모노의 마지막에 추가됐다. 도쿄 국립박물관에서는 이 에마키모노를 1898년(메이지 31년), 다카야 쇼테쓰(高屋肖哲)라는 화가가 준 모본이 보관돼있다. 더욱이 이 두루마리와 관계가 있다고 추정되는 단간이 복수 존재하고(후술), 『야마이노소시』가 당초 총 몇 도였는가는 불명이다.
근대까지 한 권의 두루마리로 전래한 15도(분할된 '백색증자' 그림을 제외)는 다음과 같다.
코가 검은 부모와 자식(鼻黒の親子), 불면증의 여자(不眠の女), 풍병의 남자(風病の男), 작은 혀가 있는 남자(小舌のある男), 입으로 대변을 누는 남자(口より屎する男), 간성의 남자(二形の男), 눈병의 남자(眼病の男), 이가 흔들리는 남자(歯の揺らぐ男), 엉덩이에 구멍이 많은 남자(치루의 남자)(尻に穴多き男(痔瘻の男)), 사면발니가 옮은 남자(陰虱をうつされた男), 곽란의 여자(霍乱の女), 꼽추 거지 승려(せむしの乞食法師), 입 냄새의 여자(口臭の女), 자는 버릇이 있는 남자(眠り癖のある男), 얼굴에 멍이 있는 여자(顔にあざのある女)
위에서 볼드체로 된 9도는 나고야의 세키도(関戸)가 소장을 거쳐 현재는 교토 국립박물관 소장으로 되었고, 일본의 국보로 지정돼있다. 외의 그림은 각소에 나눠 소장돼있다. 세키도가 구 소장의 것에는 위의 그림들 외에도 일찍이부터 간단으로 전해진 2도('주유'(侏儒), '척추가 굽은 남자'(背骨の曲がった男))가 있었다. 이 외에 전술한 '백색증자' 그림(하라가(原家) 구 소장)이 있고, 또 같은 에마키모노에서 이른 시기에 분할되었다고 추정되는 '작은 승려의 환각을 일으키는 남자'(小法師の幻覚を生ずる男, 무라야마가(村山家) 구 소장), '새눈의 여자'(鳥眼の女, 마스다가(益田家) 구 소장), '비만의 여자'(肥満の女, 마쓰에이가(松永家) 구 소장)의 3도가 현존하고, 합계 21도의 존재가 확인된다. 야마토 문화관(大和文華館) 소장의 '침 치료'(鍼治療)를 포함하면 22도이나, '침 치료' 그림은 화충이 살짝 이질적으로, 다른 계통의 것으로 추정된다.

## 작풍
작가에 대해서는 『본조화사(本朝画事)』에서 그림 가스가 미쓰나가(春日光長), 글 자쿠렌이라고 전해지나, 정확한 것은 불명이다. 비속한 제재를 다루면서 화풍은 세련함을 잃지 않고, 글의 서풍과 함께 헤이안 시대 말기 또는 가마쿠라 시대 초기, 12세기의 작품으로 추정된다. 어느 그림도 각각의 '병'을 세세하게 묘사하고 있기에 의학사의 자료로도 유용하고, 당시의 풍속이나 생활을 엿볼 수 있는 귀중한 자료로 평가받는다. 예를 들면 '이가 흔들리는 남자' 그림에 그려진 음식이나 식기는 당시 서민의 식사의 실태를 구체적으로 아는 것이 가능한 귀중한 시각 정보이다. 로쿠도에(六道絵) 중 '인간도'를 표현한 것이라고도 하지만, 제작의 상세한 사정은 미상이다.

## 내용
| 번호 | 제재                                                     | 해설 |
| ---- | -------------------------------------------------------- | --- |
| 1    | 코가 검은 부모와 자식(鼻黒の親子)                        | 하급 무사인 부부 자녀 5인 가족 중 아내 이외는 모두 코끝이 검다. '아들 손자 잇따라 모두 검구나'(子孫子あひつぎてみなくろかりけり)라고 기록돼있다. 주사라고 불리는 코가 빨갛게 되는 증상이 심해져 검게 보인 것이라고 추정된다. 회충의 기생에 의해 코가 거무스름해져 보이는 경우도 있다. |
| 2    | 불면증의 여자(不眠の女)                                  | 불면증의 여성이다. '밤이 되어도 잠에 드는 일이 없다. 밤새도록 일어나 있어 무엇보다 외로운 것이라고 말했다더라'(よるになれどもねいらるることなし。よもすがらおきゐてなによりわびしきことなりとぞいひける)라고 돼있고, 다른 여성들이 자고 있는 중에 혼자 상반신을 일으켜 어찌할 도리가 없는 듯 하다. 불면증의 이유에 대해서는 적혀있지 않다.                                                                             |
| 3    | 풍병의 남자(風病の男)                                    | 바둑을 두는 남자가 잘 앉을 수 없는지 한쪽 무릎을 세우고 앉고, 얼굴은 일그러졌으며, 바둑을 두는 손가락도 떨려 안정이 되지 않는 듯하다. 상대를 하는 여자들이 웃고 있다. '엄한에 알몸으로 있는 사람처럼 떨어버린다'(厳寒にはだかにてゐたる人のふるいわなゝくやうになむありける)라고 돼있고, 중추 신경 질환에 의한 것이라고 추정된다.                                                                                      |
| 4    | 작은 혀가 있는 남자(小舌のある男)                        | 글에 '혀 뿌리에 작은 혀 같은 것이 겹쳐서 자라나오는 경우가 있다'(したのねにちゐさきしたのやうなるもの、かさなりておいゝづることあり)라고 돼있다. 하마종(두꺼비종, Ranula)라 불리는 양성 종양이라고 추정돼나, '음식을 삼킬 수 없고, 더 무겁게 되면 죽는 자도 있다'(飲食をうけず、おもくなりぬればしぬるものあり)라고도 적혀있다.                                                                                        |
| 5    | 입으로 대변을 누는 남자(口より屎する男)                  | '항문이 없어, 대변이 입에서 나오고'(しりのあなゝくて、尿くちよりいづ)라고 써져있고, 남자가 대변을 토하고 있으나 항문이 없으면 살 수 없다. 장폐색의 말기에 일어나는 토분증을 오인한 것이라 추정된다. 토분증은 어느 소장의 내용물을 토해내는 증상을 말한다. |
| 6    | 간성의 남자(二形の男)                                    | 간성. 어느 상인이 모습은 남자이나 여자처럼도 보여 이상하게 여긴 자들이 그가 잠든 틈에 옷을 걷어 남녀의 성기가 있는 것을 보고 놀라 웃고 있다. |
| 7    | 눈병의 남자(眼病の男)                                    | 눈병이 난 남자가 치료를 받고 있는 그림. 글을 통해 백내장으로 추정된다. 혼탁해진 수정체를 침으로 찔러 적출하는 것이다. 치료는 실패한 듯하며 눈은 찌그러져버렸다고 되어있으나, 당시의 의료 행위의 모습을 전하는 귀중한 자료라고 평가된다. |
| 8    | 이가 흔들리는 남자(歯の揺らぐ男)                         | 치주염으로 인해 이가 흔들거리는 서민 남성이 준비된 식사 전에 입을 크게 벌려 아내에게 그 모습을 보여주고 있다. 놓아진 밥이나 국, 생선, 두 채소로 당시의 식생활 모습이나 내용을 엿볼 수 있다. |
| 9    | 엉덩이에 구멍이 많은 남자(尻に穴多き男)                  | '엉덩이의 구멍이 무수히 많다더라'(しりのあなあまたありけり)로 여러 개의 항문으로 대변을 누는 것을 아내로 보이는 여자가 바라보고 있다. 이는 치루이다. '대변을 눌 때 각 구멍에서 나와 번거롭다더라'(くそまるとき、あなごとにいでてわづらはしかりけり)라고 그 고통이 표현돼있다. |
| 10   | 사면발니가 옮은 남자(陰虱をうつされた男)                 | 남성이 음부를 내놓고 음모를 깎고 있으며 아내가 웃으면서 보고 있는 그림. 사면발니로, 음모에 기생해 알을 낳고, 격한 가려움을 유발한다. 성행위에 의한 감염이 많다. 머리카락에 붙는 머릿니와는 다르다. |
| 11   | 곽란의 여자(霍乱の女)                                    | 툇마루에서 여성이 설사와 구토를 하고 있고, 가족이 돌봐주고 있다. 당시 곽란은 보통 급성 위장염을 의미했고, 당시는 바로 정통으로 '엉덩이에서 입에서 내는 병'(しりよりくちよりこくやまひ（い）)이라 칭했으나 길기에 '곽란'(霍乱)이 일반적으로 되었다. 실내에서는 절구를 사용하는 여성이 그려져있고, 일본의 식문화사를 알 수 있는 자료이다.                                                                                |
| 12   | 꼽추 거지 승려(せむしの乞食法師)                         | 비타민 D 결핍과 함께 골연화증·변형을 일으키는 구루병에 의한 것인가 등이 앞으로 굽은 자세의 승려가 석장을 짚으며 걸어가고, 지나가는 사람들이 바라보고 있다. 옛날에는 척추에 벌레가 들어가서 굽었다고 생각되었기에 '背虫（せむし, 꼽추）'라고 불렀다. |
| 13   | 입 냄새의 여자(口臭の女)                                 | '숨 냄새가 너무 지독해서, ――옆에 있는 사람은 지독해서 견디기 어렵다더라'(いきのかあまりくさくて、――かたわらによる人はくさゝたえがたかりけり)라고 적혀있다. 젊은 하급 여관이 강한 입 냄새로 고민하고 있다. 입 냄새는 구강 내가 불결한 경우, 위장병의 경우, 진행된 충치가 있는 경우, 치주염에 의한 경우 등 다양한 원인으로 생긴다.                                                                                       |
| 14   | 자는 버릇이 있는 남자(眠り癖のある男)                    | 관료로 보이는 남자가 집행 중에 잠에 들어있다. 바이러스 감염에 의한 기면성 뇌염이라고 추정된다. 특정 뇌내 물질의 결손에 의한 기면증, 수면 무호흡증일 가능성도 있다. 뇌종양에 의해서도 일어나는 경우가 있다. |
| 15   | 얼굴에 멍이 있는 여자(顔に痣のある女)                    | '어느 여자의 얼굴에 멍이라는 것이 있어 아침 저녁 이것을 한탄한다더라'(ある女かほにあざといふものありて、あさゆふこれをなげきけり)라고 적혀있고, 보이지 않는 부위라면 모를까, 얼굴에 있어 남을 대할 때 걸림돌 된다는 귀족 여성의 한탄이다. 멍은 피부 색소의 과잉한 침착이나 모세혈관의 이상 증식 등으로 생긴다. |
| 16   | 주유(侏儒)                                               | 주유는 난쟁이를 뜻한다. 난쟁이 승려를 보고 아이들이 웃고 있다. 뇌하수체에서의 성장 호르몬 분비의 이상에 따른 저신장, 혹은 연골무형성증의 그림이다. 전자는 몸 전체가 발육 부전을 보이고, 유아와 같은 용모이나, 후자는 팔다리 외에는 정상 형태이다. |
| 17   | 척추가 굽은 남자(背骨が曲がった男)                       | 척추가 크게 굽은 남자가 머리를 밀고 음식을 구걸하며 걸어 가고있다. 결핵성 척추염(척추 카리에스)은 결핵균이 척추에 병소를 만들어 그에 따른 뼈의 파괴 흡수 끝에 척추가 아물어 척추가 크게 굽게 된다. |
| 18   | 백색증자(白子)                                           | '어릴 때부터 머리카락도 눈썹도 모두 하얗고, 눈에 검은자도 없으며, 옛날부터 지금에 이르기까지 가끔씩 세상에 나오는 일이 있다'(おさなくよりかみもまゆもみなしろく、めにくろまなこもなし、むかしよりいまにいたるまで、まゝよにいでくることあり)라고 돼있다. 멜라닌 색소의 선천적 결핍으로 일어나는 백색증, 즉 알비노 중년 여성의 그림. 홍채는 파란색이나 회색으로 되고, 그것이 검은자가 없는 것처럼 보인 것이라 추정된다. |
| 19   | 작은 승려의 환각을 일으키는 남자(小法師の幻覚を生ずる男) | 병에 걸린 남성이 '발작이 일어나는 때에는 4~5촌 정도 되는 승려가 종이 옷을 입고 있는 것이 대량으로 줄지어 있어 배게에 있는 것처럼 보인다 하더라'(やまひおこらむときは、たゞ四五寸ばかりある法師の、かみきぬきたる、あまたつれだちて、まくらにありとみえけり)라고 돼있다. 말라리아 등의 고열에 의한 뇌증에서 오는 환각일 것이라 추정된다.                                                                                |
| 20   | 새눈의 여자(鳥眼の女)                                    | 닭에게 자신의 눈을 찌르게 하는 여자의 그림. 몸을 굽혀 닭의 앞에 얼굴을 들이대 눈을 쪼게하고 있다. 글이 없기에 상세는 불명이나, 이 행위의 이유는 강박신경증이나 조현병 등의 정신 질환에 의한 것일 가능성이 있다. |
| 21   | 비만의 여자(肥満の女)                                    | 고도의 비만증으로 여자들에게 양쪽 겨드랑이를 부축받아 겨우 걷고 있는 유복한 집의 여성. 뇌의 섭식에 관한 중추에 장애가 발생하면 포만감을 얻을 수 없고, 식욕을 억제할 수 없게 돼 이러한 비만 상태로 빠지는 경우가 있다. |

※해설에 대해서는 다쓰카와 쇼지(立川昭二) 『일본인의 병력(日本人の病歴)』 주코 신쇼(中公新書) 1976년, 나카지마 요이치로(中島陽一郎) 『병 일본사(病気日本史)』 유잔카쿠(雄山閣) 1982년 을 주로 참고로 함.

## 문화재 지정

### 국보
- 야마이노소시 9권[4](교토 국립박물관 소장) - 1952년 국보로 지정. '풍병의 남자'(風病の男), '작은 혀가 있는 남자'(小舌のある男), '간성의 남자'(二形の男), '눈병의 남자'(眼病の男), '이가 흔들리는 남자'(歯の揺らぐ男), '엉덩이에 구멍이 많은 남자(치루의 남자)'(尻に穴多き男(痔瘻の男)), '사면발니가 옮은 남자'(陰虱をうつされた男), '곽란의 여자'(霍乱の女), '입 냄새의 여자'(口臭の女)의 9도.

### 중요문화재
- '백색증자'(白子)(현재 소장처 불명)
- '불면증의 여자'(不眠の女)(산토리 미술관)
- '작은 승려의 환각을 일으키는 남자'(小法師の幻覚を生ずる男)(고세쓰 미술관(香雪美術館))
- '비만의 여자'(肥満の女)(후쿠오카시 미술관)
- '입으로 대변을 누는 남자(대변을 뱉는 남자)'(口より屎する男(屎を吐く男))(규슈 국립박물관)[5][6]
- '꼽추 거지 승려(머리가 올라가지 않는 거지 승려)'(せむしの乞食法師(頭の上がらない乞食法師)(규슈 국립박물관)
- '얼굴에 멍이 있는 여자'(顔に痣のある女)(규슈 국립박물관)
- '주유'(侏儒)(규슈 국립박물관)
- '척추가 굽은 남자'(背骨の曲がった男)(일본 문화청 보관)

### 그 외
- '코가 검은 부모와 자식'(鼻黒の親子)(현재 소장처 불명)
- '자는 버릇이 있는 남자'(眠り癖のある男)(개인 소장) 특별전 '미려 원정기의 회화'(美麗 院政期の絵画)（2007년 나라 국립박물관)에서 출품
- '새눈의 여자'(鳥眼の女)(현재 소장처 불명)

## 참고 문헌
- 『일본 에마키모노 전집 6 지고쿠조시 가키조시 야마이노소시(日本絵巻物全集6 地獄草紙 餓鬼草紙 病草紙)』, 가도카와 쇼텐. 1960(해설은 아키야마 데루카즈(秋山光和) 외)
- 고마쓰 시게미(小松茂美) 엮음 『일본 에마키모노 대성 7 가키조시 지고쿠조시 야마이노소시 구상시회권(日本絵巻大成7 餓鬼草紙 地獄草紙 病草紙 九相詩絵巻)』, 주오고론신샤, 1977(해설은 고마쓰 시게미(小松茂美), 다카사키 후지히코(高崎富士彦), 후루야 미노루(古谷稔))
- 『주간 아사히 백과(週刊朝日百科)』「일본의 국보 47 국가 소장 교토 국립박물관 1(日本の国宝47 国所蔵 京都国立博物館1)」, 아사히 신문, 1998(야마이노소시의 해설은 와카스기 준지若杉準治）

## 관련 문서
- 지고쿠조시
- 가키조시
- 원정기 문화